# Јожеф Андруш
Јожеф Андруш (мађ. Andrusch József; Баја, 4. јун 1962) био је мађарски фудбалер који је играо на позицији голмана. Био је учесник Светског првенства у Мексику 1986. године.
Андруш је био најстарији међу четири брата. Када је имао између пет и шест година, његов отац је заменио кућна врата и искористио старе даске да направи гол за дечје утакмице, где је Андруш стајао на голу. Он је такође играо фудбал током свог времена на универзитету и у мађарској војсци.

## Каријера

### Клуб
Са 14 година, он је постао регистровани фудбалер у Ујпешту. Након тога, преселио се у Ходмезевашархељ, па назад у главни град, играјући за Фешпед Салиток и Волан ШК, пре него што је провео две године у дорошком Бањасу. Дебитовао је за Хонвед у првој лиги Мађарске са 26 година, 24. октобра 1982. године, у победи од 3 : 1 против Вашаша. Освојио је три шампионата са Хонведом, једном је био трећи и једном освајач купа и финалиста. Играо је скоро све мечеве током три сезоне када су постали шампиони, пропустивши само четири. Упркос ниском расту, био је изузетан голман, не примивши гол у 52 од 129 мечева у Кишпешту. Након успешних година у Кишпешту, бранио је за Вашаш три године, од 1987. до 1990., где је и завршио каријеру. Дипломирао је као инжењер хортикултуре и завршио Вишу школу физичког васпитања. После фудбалске каријере, био је успешан у послу, водећи ресторан, а 2000. године кратко је служио као потпредседник Кишпешта, учествујући у његовој реорганизацији.

### Репрезентација
Од 1984. до 1986. године, наступао је пет пута за фудбалску репрезентацију Мађарске. Био је део тима на Светском првенству 1986. у Мексику, мада није играо. Ипак, одиграо је кључну улогу у квалификационом мечу против Холандије у Ротердаму, где је Мађарска победила са 2 : 1, захваљујући његовим изузетним одбранама.

## Достигнућа
Хонвед
- Прва лига Мађарске у фудбалу: 
  - шампион: 1983/84, 1984/85, 1985/86
- Куп Мађарске у фудбалу: 
  - првак: 1984/85,
  - финалиста: 1982/83